# Ministry of Youth and Sports (Malaysia)

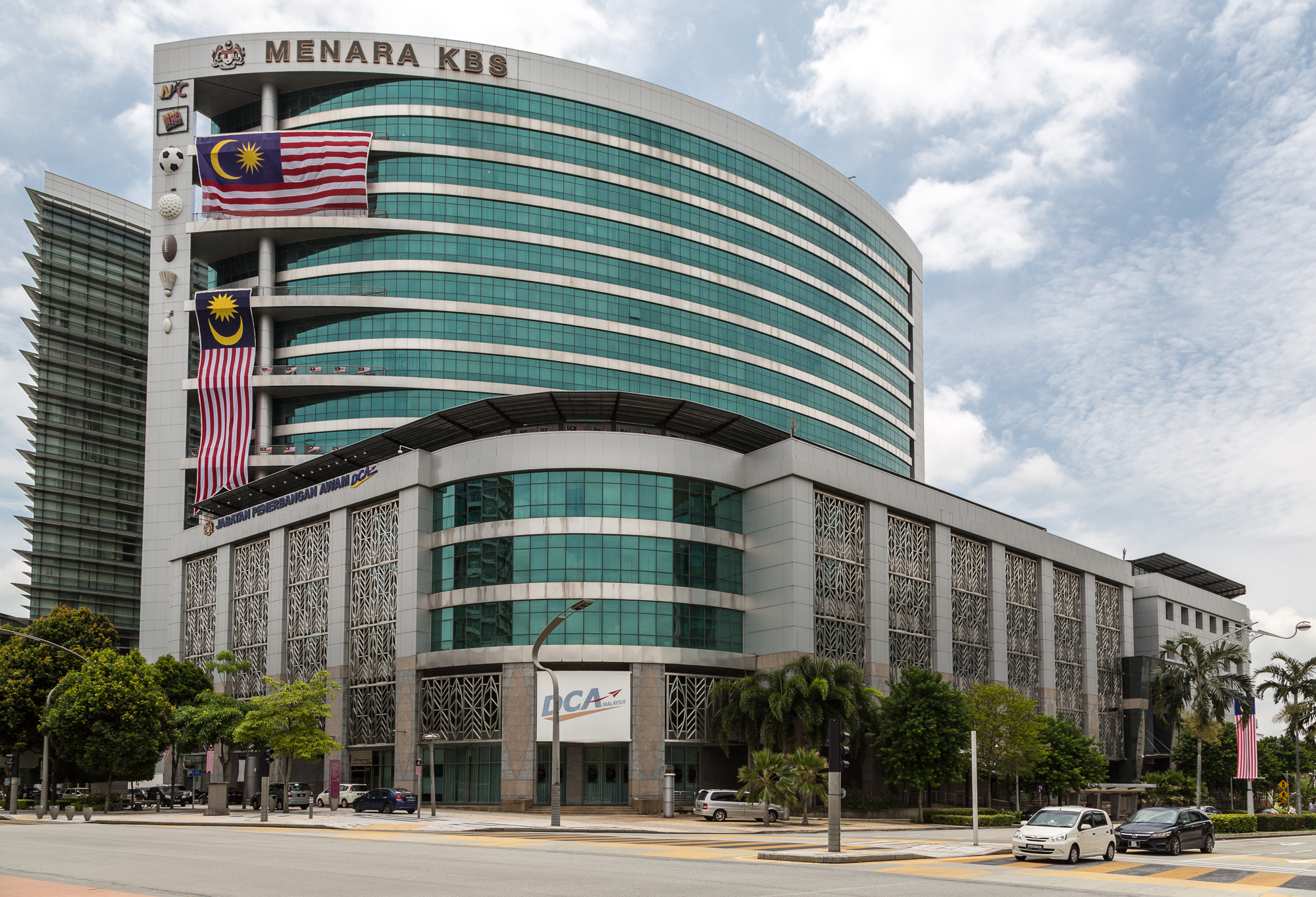
Das Ministeriumsgebäude in Putrajaya

Das Ministry of Youth and Sports (KBS) oder Kementerian Belia dan Sukan (deutsch: Ministerium für Jugend und Sport) ist ein Ministerium des Staates Malaysia.
Das Ministerium ist für die Umsetzung der politischen Ziele Malaysias auf dem Gebiet von Jugend und Sport zuständig.

## Geschichte
Die Geschichte des Ministeriums reicht zurück ins Jahr 1953. Damals wurde eine Kulturabteilung innerhalb des Amtes für Wohlfahrtspflege (Department of Public Welfare) eingerichtet. Diese Kulturabteilung war für alle Belange der Kinder- und Jugendhilfe zuständig.
1964 wurde die Kulturabteilung direkt dem Informationsministerium (Ministry of Information) unterstellt. Dem damaligen Trend der Jugend, sich zunehmend in Vereinen und Interessensgruppen zu organisieren, folgend, wurde eine Jugendsparte ins Leben gerufen, die diese Aktivitäten begleiten und ideologisch an die Ziele der Regierung binden sollte. Zeitgleich wurde die Sparte "Sport" innerhalb des Informationsministeriums eingerichtet.
Im Rahmen des Nationalfeiertags am 15. Mai 1964 wurde schließlich das Ministerium für Jugend und Sport (Ministry of Youth and Sports) als eigenständiges Ministerium gegründet. 1972 wurde die Sparte "Kultur" eingerichtet und führte zur Umbenennung des Ministeriums in "Ministry of Culture, Youth and Sports". Erst 1987, als die Kulturabteilung zum Ministry of Culture, Arts and Tourism kam, wurde der ursprüngliche Name wieder hergestellt, der bis heute besteht.

## Zugehörige Ämter und Institutionen
Zum Ministerium gehören unter anderem folgende Ämter und Institutionen:
- Amt für Jugend und Sport (Jabatan Belia dan Sukan Negeri)
- National Youth Skills Institute (Institut Kemahiran Belia Negara, IKBN)
- Higher National Youth Skills Institute (Institut Kemahiran Tinggi Belia Negara, IKTBN)

Außerdem stellt das Ministerium der Öffentlichkeit Sporteinrichtungen zur Verfügung, die kostenfrei oder gegen geringes Entgelt von jedermann, auch ohne Zugehörigkeit zu einem Sportverein oder einer Organisation, genutzt werden können.

## Minister
Derzeitiger Minister ist seit dem 16. Mai 2013	Khairy Jamaluddin Bin Abu Bakar.
Ehemalige Amtsinhaber:
| Amtsinhaber                      | Amtszeit               |
| -------------------------------- | ---------------------- |
| Tungku Abdul Rahman Putra Al Haj | 1964–1966              |
| Senu bin Abdul Rahman            | 1966–1968              |
| Hamzah bin Abu Samah             | 1969–1973              |
| Ali bin Haji Ahmad               | 1973–1978              |
| Samad bin Idris                  | 1978–1980              |
| Mokhtar bin Hashim               | 1980–1983              |
| Anwar bin Ibrahim                | 1983–1984              |
| Dr. Sulaiman bin Haji Daud       | 1984–1986              |
| Najib bin Tun Haji Abdul Razak   | 1986–1990              |
| Annuar bin Musa                  | 1990–1993              |
| Abdul Ghani bin Othman           | 1993–1995              |
| Muhyiddin bin Haji Yassin        | 1995–1999              |
| Hishammuddin bin Tun Hussein     | 1999–2004              |
| Azalina Bt. Othman Said          | 2004 – März 2008       |
| Ismail Sabri Bin Yaakob          | März 2008 – April 2009 |
| Ahmad Shabery Cheek              | 2009–2013              |